# Karel Vorel
Karel Vorel (4. března 1906 Moravská Ostrava – ?) byl československý hokejista, brankář. Působil také v československé hokejové reprezentaci, s níž v roce 1933 získal bronzovou medaili na světovém a zlato na evropském šampionátu.

## Hráčská kariéra
- 1932–1933 – SSK Vítkovice
- 1935–1936 – SSK Vítkovice